# Giochi pitici

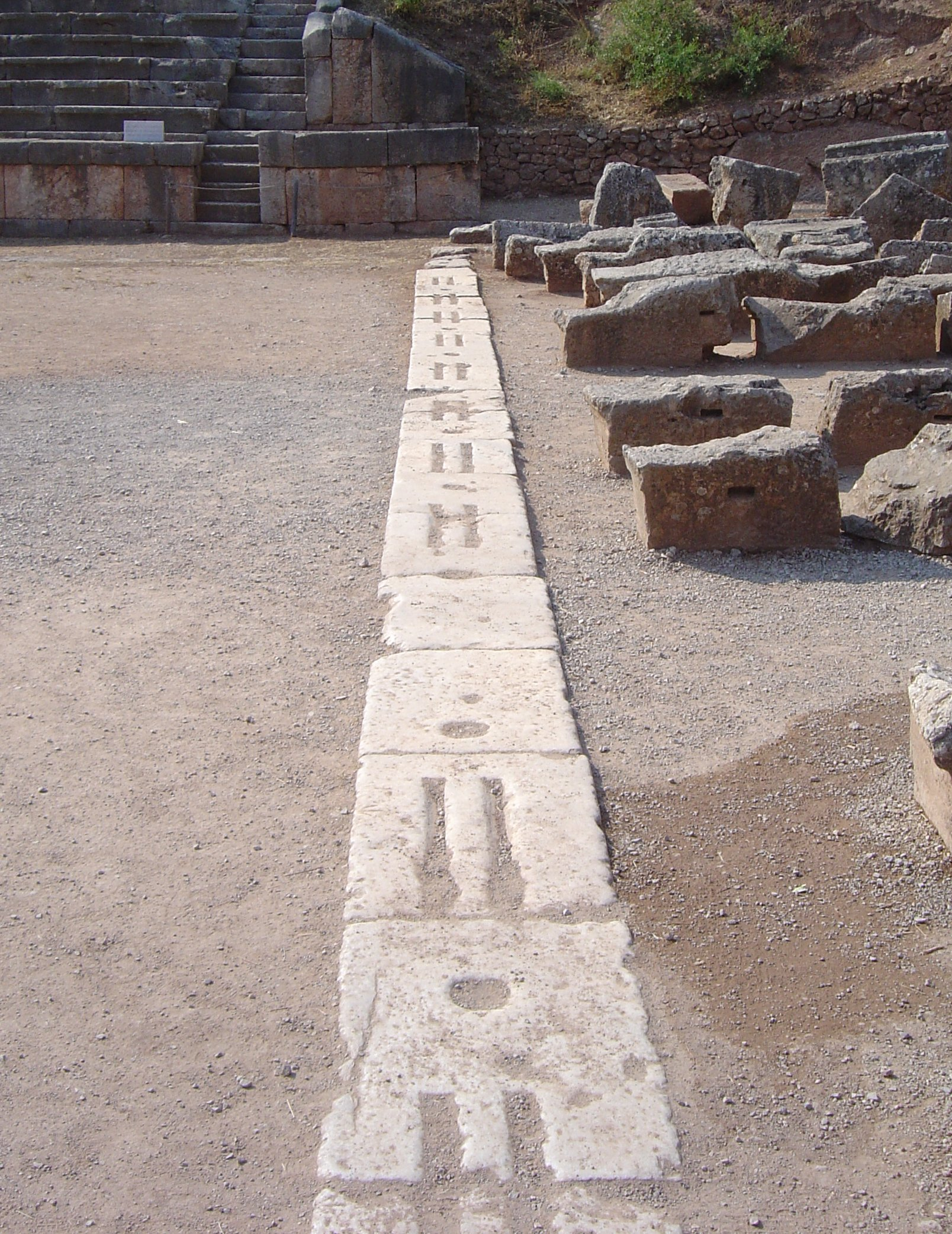
Linea di partenza allo stadio di Delfi

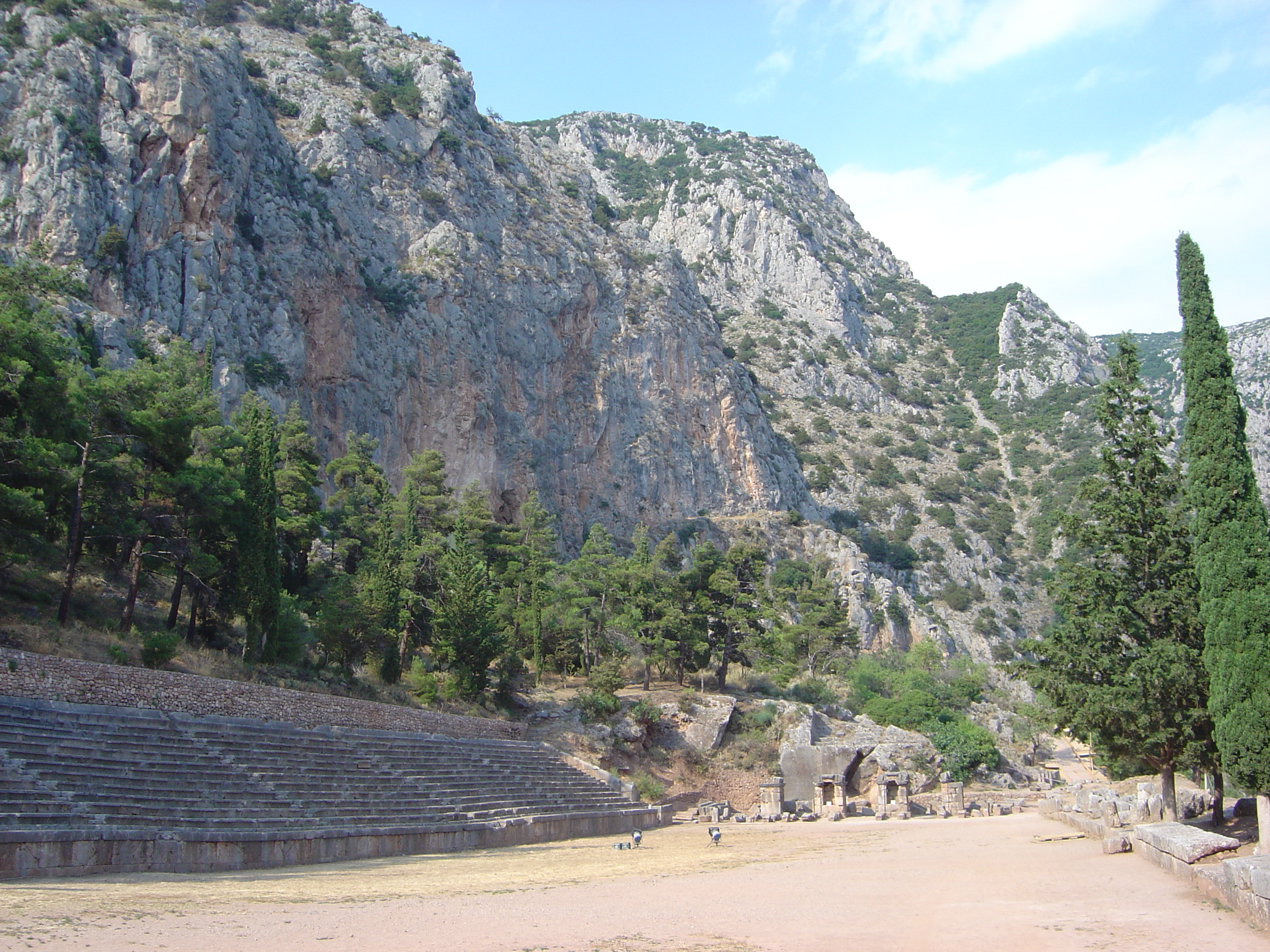
Immagine dello stadio del santuario di Delfi, usato per i giochi Pitici. La gradinata sulla sinistra è stata aggiunta nell'epoca romana

I Giochi pitici erano uno dei quattro Giochi panellenici dell'antica Grecia, successivi ai Giochi Olimpici; avevano luogo ogni quattro anni al santuario di Apollo a Delfi.
Si disputavano in onore di Apollo due anni dopo ogni edizione dei Giochi Olimpici e tra i Giochi di Nemea e i Giochi Istmici. Si sono svolti dal 582 a.C. fino al 384 d.C. e, a differenza dei Giochi Olimpici, prevedevano anche competizioni per musicisti e poeti.
Questi agoni musicali e poetici iniziarono prima dei veri e propri giochi atletici e si dice che furono iniziati da Apollo dopo aver ucciso Pitone e fondato l'oracolo di Delfi. 
Le competizioni sportive erano le stesse che erano disputate ad Olimpia. Una corsa dei carri a quattro cavalli era disputata in un ippodromo nella piana non lontana dal mare, nel posto in cui il tempio era situato in origine.
I vincitori ricevevano una corona di alloro dalla città di Tempe in Tessaglia.

## Storia

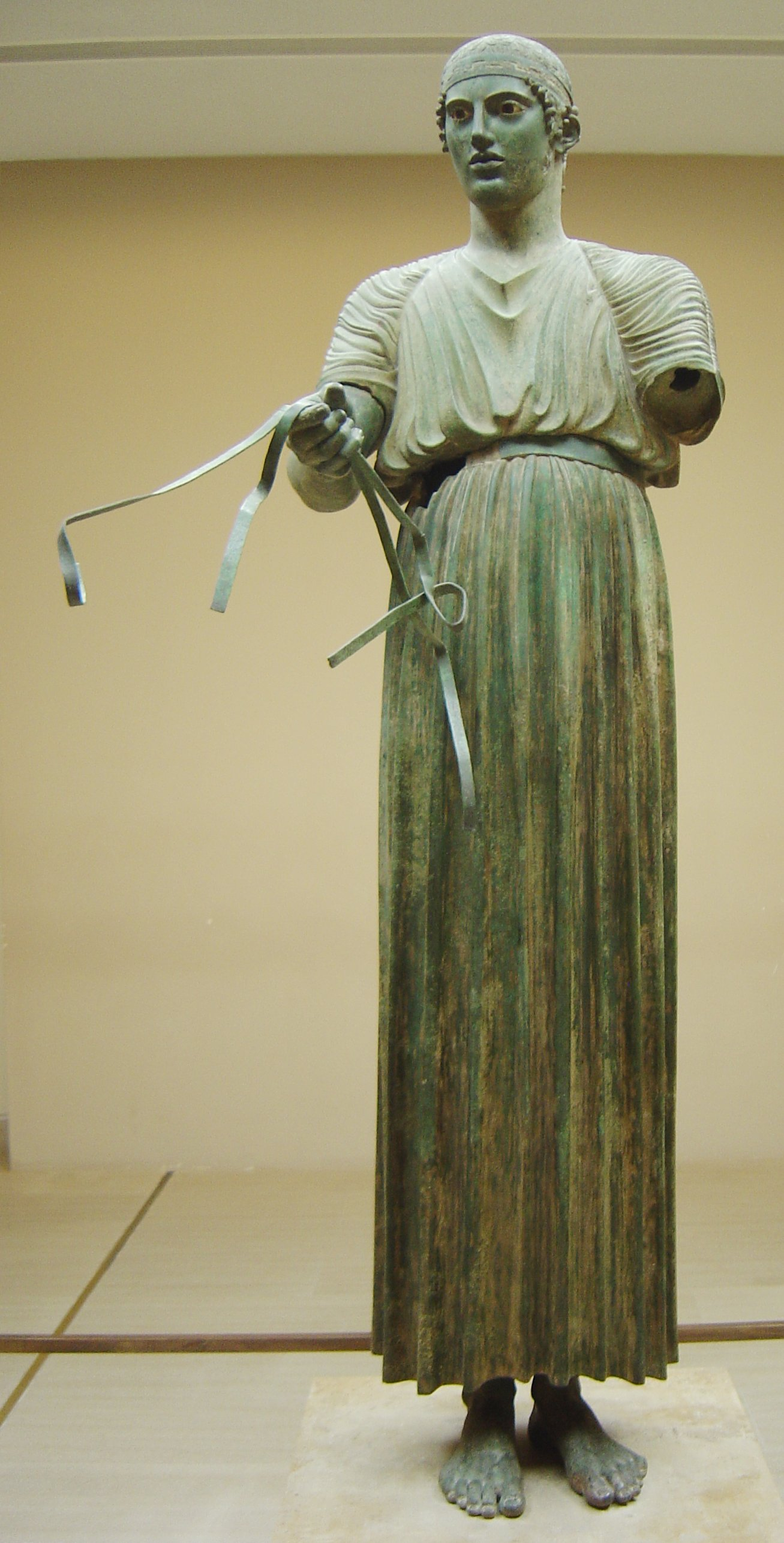
I giochi pitici includevano la corsa coi carri.

I giochi pitici risalgono al 582 a.C., quando l'amministrazione dei giochi passò all'Anfitionia Delfica, un concilio di dodici tribù greche, alla fine della prima guerra sacra. Essi inizialmente avevano luogo ogni otto anni, ridotti poi a quattro, ma con la cadenza di due anni prima delle olimpiadi, presumibilmente verso la fine di agosto.
All'inizio, essi erano unicamente delle competizioni musicali ma poi vennero estese anche al canto ed alle performances strumentali. Successivamente vennero aggiunti anche giochi ginnici e competizioni come le corse dei carri.
I preparativi per i giochi pitici avevano inizio sei mesi prima. Nove cittadini di Delfi, chiamati Theoroi, venivano inviati in tutte le città della Grecia ad annunciare l'inizio dei giochi così da attrarre nuovi atleti e dichiarare altresì il periodo della tregua sacra (Hierominia), per proteggere non solo i Theoroi e gli atleti che si portavano verso Delfi, ma anche lo stesso tempio di Apollo. Se una città fosse stata coinvolta in un conflitto armato o in azioni di rappresaglia durante il periodo dei giochi, ai suoi partecipanti sarebbe stato proibito entrare nel santuario del tempio, partecipare ai giochi o consultare l'oracolo locale. Nel contempo, la tregua permetteva all'Anfictionia di preparare adeguatamente i giochi, restaurando se necessario le strutture del santuario, i templi, le strade e le fontane.
Malgrado la diffusione del cristianesimo nell'Impero romano durante il IV secolo d.C., Delfi rimase comunque un attivo centro del paganesimo ed i giochi pitici continuarono senza problemi almeno sino al 424 d.C.